# Darmaduman
Darmaduman é uma telenovela turca produzida pela Ay Yapım e exibida pela FOX de 27 de outubro de 2022 a 24 de dezembro de 2022. O folhetim é escrito por Damla Serim e Berrin Tekdemir e dirigido por Deniz Yorulmazer. A trama é protagonizada por Mert Yazıcıoğlu, Aslıhan Malbora, Hafsanur Sancaktutan, Aytaç Şaşmaz, Nur Fettahoğlu e Necip Memili. A produção é um remake da série de televisão americana Barrados no Baile.
A Madd Entertainment, uma joint venture criada pelas produtoras Med Yapım e Ay Yapım, é responsável pela distribuição internacional da produção.

## Sinopse
Kerem e Ece, dois irmãos que são arrancados de sua pequena cidade quando seus avós adoecem. A família se muda para Istambul, e os gêmeos são transferidos de sua faculdade pública local para uma universidade particular de elite, dois estudantes bolsistas de repente cercados por jovens privilegiados. A vida na casa deles também é diferente, pois de repente eles estão vivendo sob o código estrito de seus avós muito tradicionais. Kerem e Ece não só têm que navegar em uma nova cidade e uma nova escola mas também numa dinâmica familiar amarga muito diferente do lar amoroso em que cresceram.

## Elenco
| Ator / Atriz         | Personagem   |
| -------------------- | ------------ |
| Mert Yazıcıoğlu      | Kerem Servet |
| Hafsanur Sancaktutan | Derin        |
| Aslıhan Malbora      | Ece Servet   |
| Aytaç Şaşmaz         | Evren        |
| Nur Fettahoğlu       | Beliz Servet |
| Necip Memili         | Harun Servet |
| Meral Çetinkaya      | Ayla Servet  |
| Metin Coşkun         | Asaf Servet  |
| Ali Önsöz            | Yağız        |
| Beste Can Sağlam     | Simla        |
| Umut Kaya            | Görkem       |
| Barış Başar          | Tamer        |
| Cem Karakaya         | Raşit        |
| Murat Kapu           | Yiğit        |
| Aslı Orcan           | Derin        |
| Yüksel Ünal          | Ruhi         |
| Dilşad Şimşek        | Sevgi        |
| Mehmet Bilge Aslan   | İbrahim      |